# Elektromagnetisch veld
Het elektromagnetische veld is een veld dat heel de ruimte beslaat. Het bestaat uit een elektrisch veld met loodrecht daarop een magnetisch veld. De elektrische veldsterkte {\displaystyle {\vec {E}}} en de magnetische fluxdichtheid {\displaystyle {\vec {B}}} (of de magnetische veldsterkte {\displaystyle {\vec {H}}}) hangen af van de plaats en van de tijd. Een lading {\displaystyle q} met snelheid {\displaystyle {\vec {v}}} ondervindt in een elektromagnetisch veld een lorentzkracht, {\displaystyle {\vec {F}}=q({\vec {E}}} + {\displaystyle {\vec {v}}\times {\vec {B}})}. Het is een van de vier fundamentele natuurkrachten.
Een elektrisch veld (geproduceerd door niet-bewegende elektrische lading) en een magnetisch veld (geproduceerd door de beweging van elektrische ladingen, elektrische stroom) zijn zo sterk verbonden, dat men vaak spreekt over 'het elektromagnetisch veld' en elektromagnetisme. 
Inderdaad, uit de relativiteitstheorie volgt dat elektriciteit en magnetisme in feite hetzelfde verschijnsel zijn. Een waarnemer die even snel beweegt als de lading die al bewegend een magnetisch veld opwekt, ziet in zijn assenstelsel een stilstaande lading en dus een elektrisch veld. 
Een elektrisch veld kan een magnetisch veld veroorzaken zoals in een elektromagneet. Omgekeerd kan ook een magnetisch veld een elektrisch veld veroorzaken zoals in een generator. 
Het feit dat {\displaystyle {\vec {E}}} en {\displaystyle {\vec {B}}} vectoren zijn, betekent in praktijk dat elektromagnetische golven polariseerbaar zijn en dat polarisatie voorkomt. 
Elektromagnetische golven zijn transversaal : het veld trilt dwars op de voortplantingsrichting. {\displaystyle {\vec {E}}} en {\displaystyle {\vec {B}}} staan dus loodrecht op elkaar en loodrecht op de voortplantingsrichting van de golf. 
Alle gedragingen van elektromagnetische velden zijn samengevat in de vergelijkingen van Maxwell. Dit zijn lineaire partiële differentiaalvergelijkingen, waarin de vectoren {\displaystyle {\vec {E}}} en {\displaystyle {\vec {B}}} voorkomen. 
Voor praktisch gebruik zijn er een aantal meer vereenvoudigde vergelijkingen om veel voorkomende bijzondere gevallen vlotter te berekenen. Zo zijn er vereenvoudigingen voor een vaste frequentie, voor tijdsonafhankelijke problemen, oftewel een lage frequentie, beschreven door elektrostatica en magnetostatica en voor een hoge frequentie, optica. De kwantumelektrodynamica (QED) beschrijft een elektromagnetisch veld met fotonen.

## Voorbeelden van elektromagnetische velden
Zie: Elektromagnetisch spectrum